# Illa de Jeju
|  | Per a altres significats, vegeu «Jeju». |

L'illa de Jeju (en coreà: 제주도; en hanja: 濟州島; AFI: [tɕedzudo]) és l'illa més gran de Corea del Sud, situada a la província especial autònoma de Jeju-do. L'illa té una superfície de 1.833,2 km², la qual cosa suposa l'1,83% de la superfície total de Corea del Sud. En 2020, la població registrada resident és d'uns 670.000 habitants, la major entre les illes del país.
L'illa està situada en l'estret de Corea, sota la península coreana, al sud de la província de Jeollanam-do. Jeju és l'única província autònoma de Corea del Sud, cosa que significa que la província la dirigeixen els habitants insulars en lloc de polítics continentals.
L'illa de Jeju té una forma ovalada de 73 km d'est a oest i 31 km de nord a sud, amb un suau pendent al voltant de la muntanya Hallasan en el centre. La longitud de la carretera principal és de 181 km i el litoral de 258 km. L'extrem nord de l'illa de Jeju és la platja de Kimnyeong, el sud la muntanya Songak, l'oest Suwolbong i l'est Seongsan Ilchulbong. És entre la Mar Groga, la Mar de la Xina Oriental i la Mar del Japó, esdevenint així un lloc d'alta importància estratègica.
L'illa es "va formar per l'erupció d'un volcà submarí fa aproximadament 2 milions d'anys". Conté un lloc natural del patrimoni mundial, l'Illa Volcànica de Jeju i els Tubs de Lava. L'illa de Jeju pertany al clima temperat, i té un clima moderat; fins i tot a l'hivern, la temperatura rares vegades baixa de 0 °C (32 °F). Jeju és una popular destinació de vacances i una part considerable de l'economia depèn del turisme i de l'activitat econòmica de la seva base civil/naval.

## Història
La primera entitat política coneguda a l'illa va ser el regne de Tamna.
Després de les invasions mongoles de Corea, l'Imperi Mongol va establir una base a l'illa de Jeju i va convertir part d'ella en una zona de pasturatge per a la cavalleria mongola estacionada allí.
A principis del segle xv, l'illa de Jeju va ser sotmesa al govern altament centralitzat de la dinastia Joseon. Es va prohibir viatjar durant gairebé dos-cents anys i es van reprimir molts aixecaments dels habitants de l'illa de Jeju.

### Aixecament de Jeju
Del 3 d'abril de 1948 a maig de 1949, el govern sud-coreà va dur a terme una campanya anticomunista per a reprimir un intent d'aixecament a l'illa. La causa principal de la rebel·lió van ser les eleccions previstes per al 10 de maig de 1948, dissenyades per la Comissió Temporal de les Nacions Unides per a Corea (UNTCOK) per a crear un nou govern per a tota Corea. Les eleccions només estaven previstes per al sud del país, la meitat de la península sota el control de la UNTCOK. Tement que les eleccions reforcessin la divisió, els guerrillers del Partit dels Treballadors de Corea del Sud (WPSK) van reaccionar violentament, atacant a la policia local i als grups juvenils dretans apostats a l'illa de Jeju.
En 2008, es van descobrir els cossos de les víctimes d'una massacre en una fossa comuna prop de l'aeroport internacional de Jeju.

### Crisi de refugiats a l'illa de Jeju
En 2018, 500 refugiats que fugien de la guerra civil a l'Iemen van arribar a l'illa de Jeju, la qual cosa va causar malestar entre els residents insulars.

## Geografia

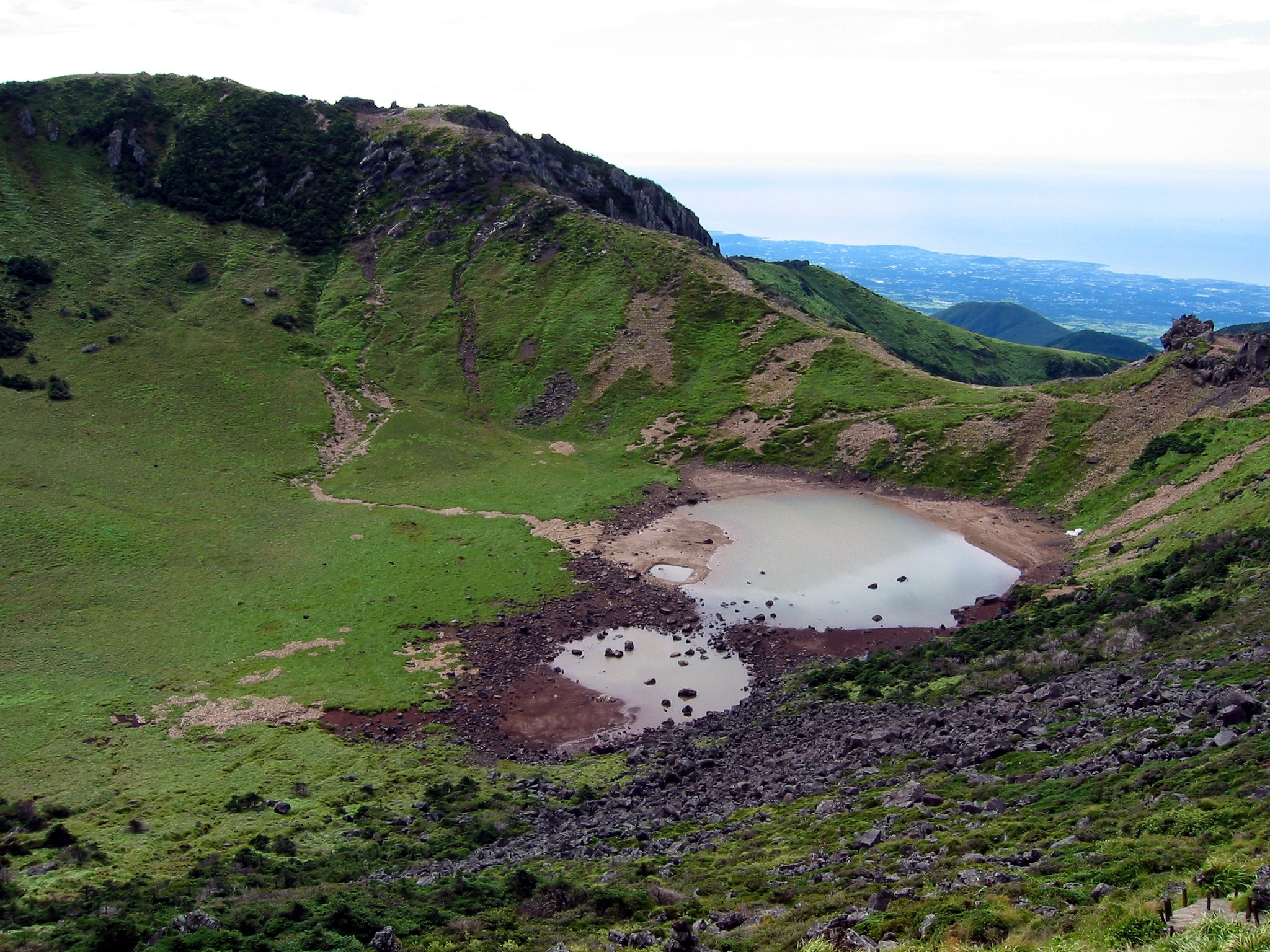
Baengnokdam a Hallasan
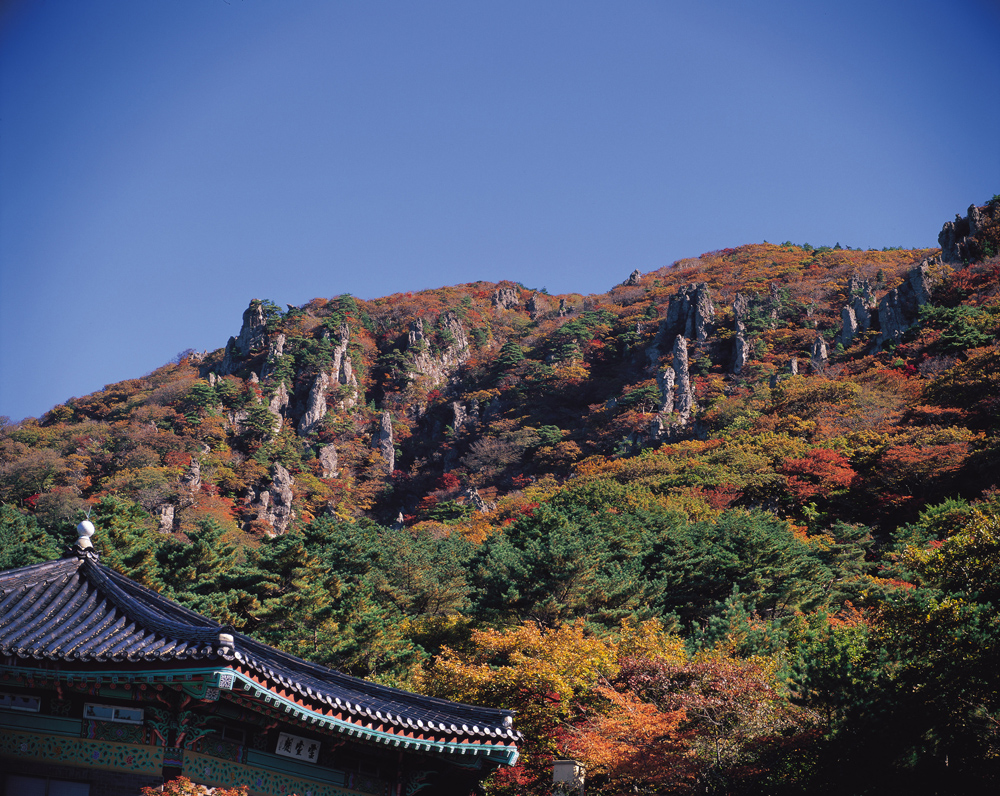
Muntanyes a Jeju
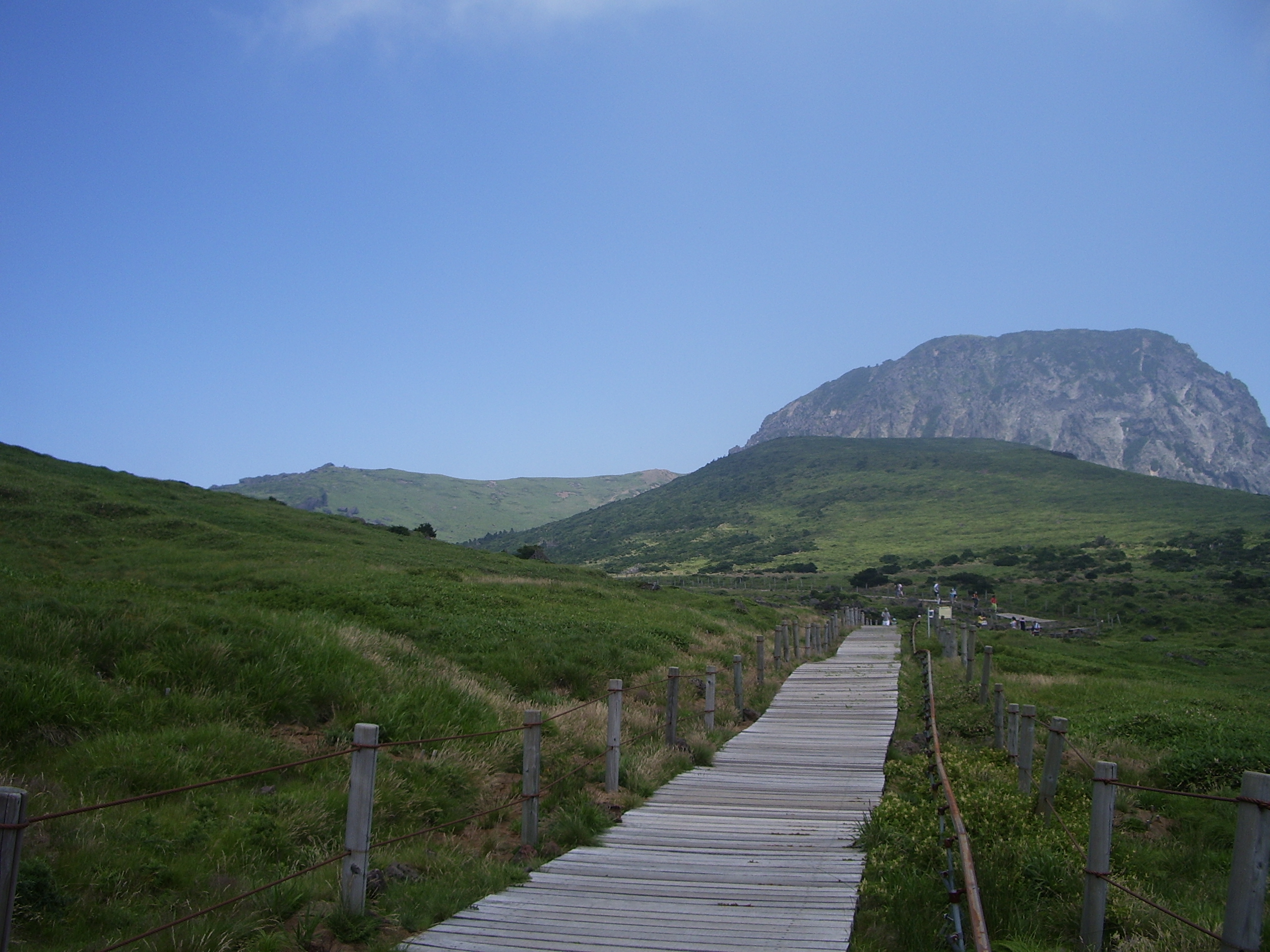
Hallasan a Jeju
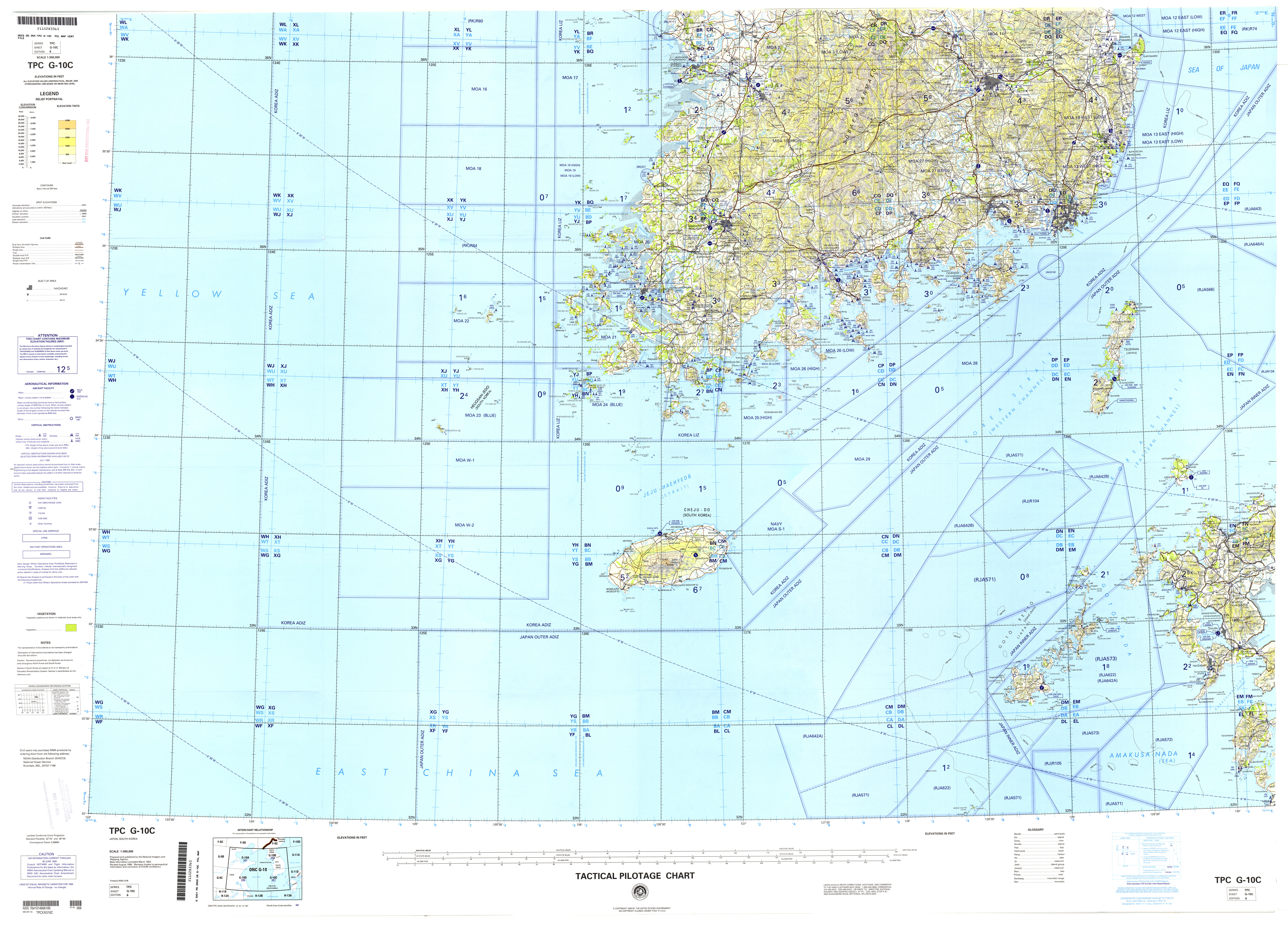
Mapa que inclou l'illa de Jeju

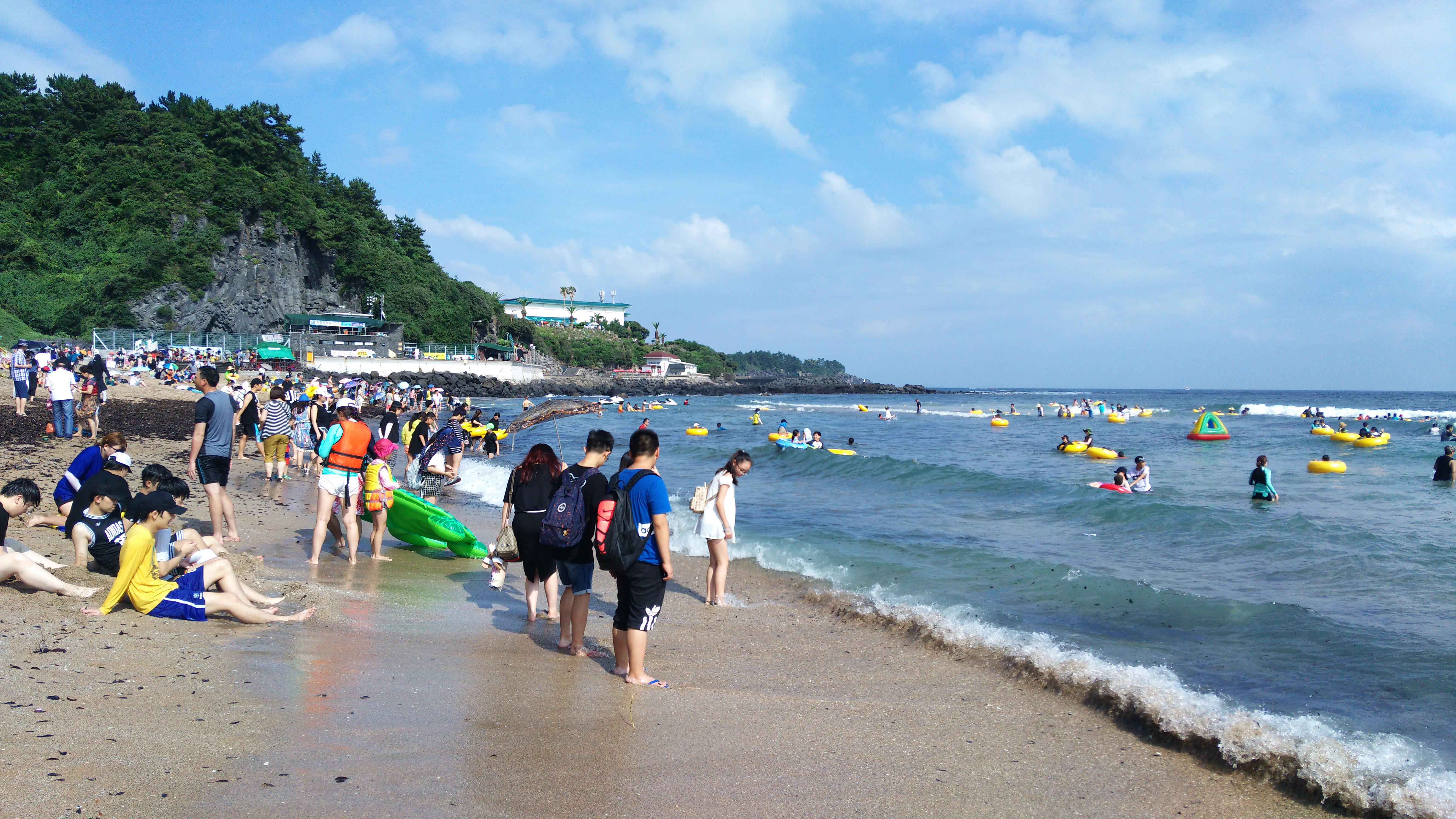
Platja a Jeju

Jeju és una illa volcànica, dominada pel Hallasan: un volcà de 1.950 metres d'altura i la muntanya més alta de Corea del Sud. L'illa mesura aproximadament 73 quilòmetres d'est a oest i 41 quilòmetres de nord a sud.
L'illa es va formar per erupcions volcàniques fa aproximadament 2 milions d'anys, durant l'era Cenozoica. L'illa està formada principalment per basalt i lava.
Una àrea que cobreix aproximadament el 12% (224 quilòmetres quadrats) de Jeju-do es coneix com a Bosc de Gotjawal. Aquesta zona va romandre sense conrear fins al segle XXI, ja que la seva base de lava 'a'ā dificultava el seu desenvolupament per a l'agricultura. Pel fet que aquest bosc va romandre pristí durant tant de temps, té un ecosistema únic.
El bosc és la principal font d'aigua subterrània i, per tant, la principal font d'aigua per al mig milió d'habitants de l'illa, perquè l'aigua de pluja penetra directament en l'aqüífer a través de les esquerdes de la lava 'a'a sota el bosc. Alguns investigadors consideren el bosc de Gotjawal com un aiguamoll d'importància internacional en el marc del conveni de Ramsar per ser l'hàbitat d'espècies vegetals úniques i ser la principal font d'aigua per als habitants, encara que fins avui no ha estat declarat lloc Ramsar.

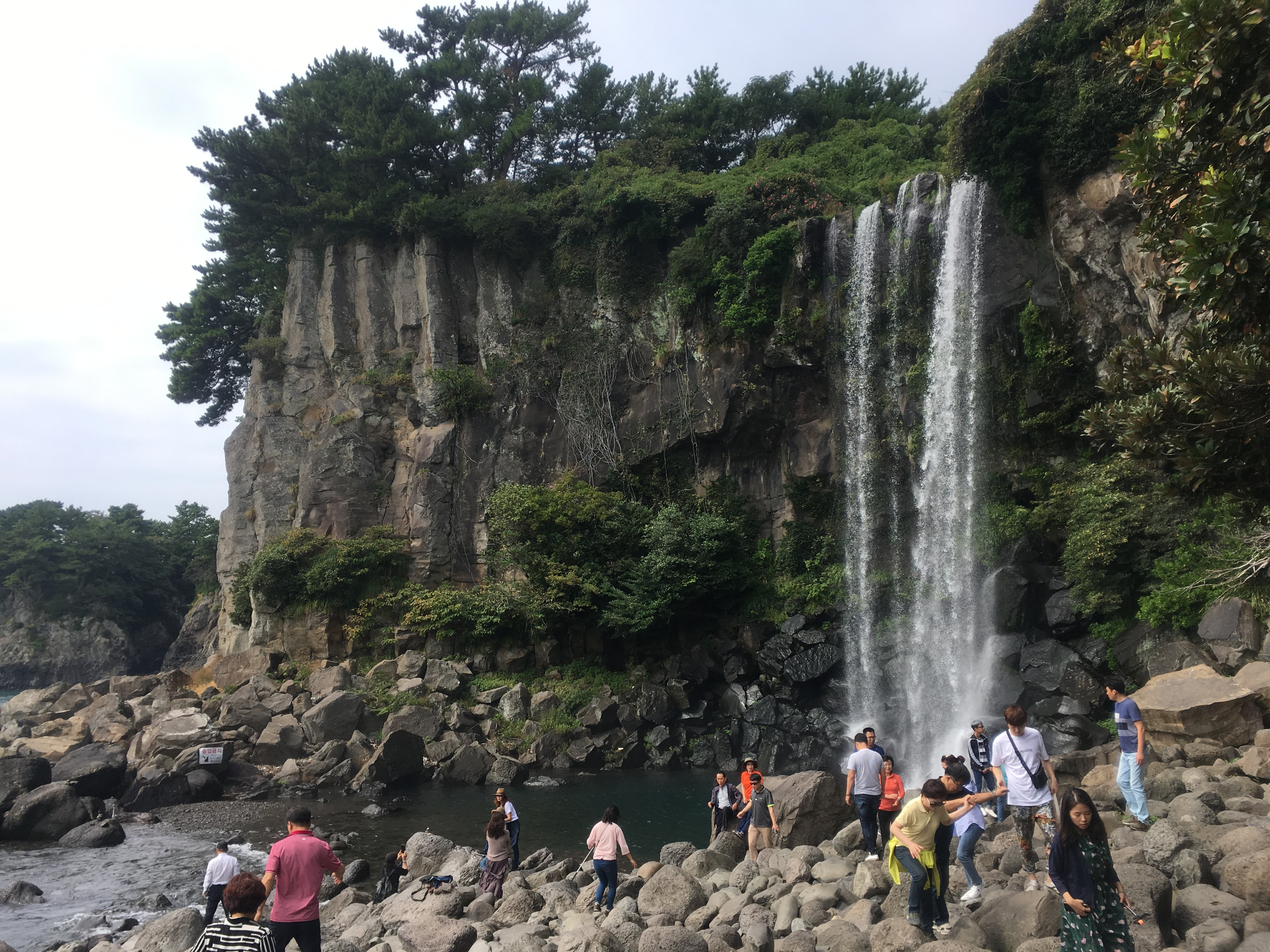
Turistes a Jeju

### Clima
Jeju té un clima subtropical humit (Cfa en la classificació climàtica de Köppen). En l'illa es donen quatre estacions diferents; els hiverns són frescos i amb precipitacions moderades, mentre que els estius són càlids i humits, amb precipitacions molt elevades.

## Economia
Va formar part de la llista elaborada el 2011 amb les set meravelles naturals del món, així doncs el turisme és un component important de l'economia local. A vegades es diu a l'illa "el Hawaii de Corea del Sud". L'illa té 660.000 habitants, però rep 15.000.000 de visitants a l'any.